# What Have You Done (Within Temptation)
What Have You Done is de eerste single van het album The Heart of Everything van de Nederlandse symfonischemetalband Within Temptation. Deze single is op genomen met zanger Keith Caputo van de band Life of Agony.

## Lijst van nummers
Van de single zijn 2 versies uitgebracht:
De single
1. What Have You Done (Single Version)
2. What Have You Done (Album Version)

De ep
1. What Have You Done (Single Version)
2. What Have You Done (Album Version)
3. Blue Eyes (Bonus Track)
4. Aquarius (Live at the Java Island, Amsterdam)
5. Caged (Live at the Java Island, Amsterdam)

## Hitnotering
| "What Have You Done" in de Nederlandse Top 40 - binnen: 03-03-2007 | "What Have You Done" in de Nederlandse Top 40 - binnen: 03-03-2007 | "What Have You Done" in de Nederlandse Top 40 - binnen: 03-03-2007 | "What Have You Done" in de Nederlandse Top 40 - binnen: 03-03-2007 | "What Have You Done" in de Nederlandse Top 40 - binnen: 03-03-2007 | "What Have You Done" in de Nederlandse Top 40 - binnen: 03-03-2007 | "What Have You Done" in de Nederlandse Top 40 - binnen: 03-03-2007 | "What Have You Done" in de Nederlandse Top 40 - binnen: 03-03-2007 | "What Have You Done" in de Nederlandse Top 40 - binnen: 03-03-2007 | "What Have You Done" in de Nederlandse Top 40 - binnen: 03-03-2007 | "What Have You Done" in de Nederlandse Top 40 - binnen: 03-03-2007 | "What Have You Done" in de Nederlandse Top 40 - binnen: 03-03-2007 |
| Week                                                               | 1                                                                  | 2                                                                  | 3                                                                  | 4                                                                  | 5                                                                  | 6                                                                  | 7                                                                  | 8                                                                  | 9                                                                  | 10                                                                 |                                                                    |
| ------------------------------------------------------------------ | ------------------------------------------------------------------ | ------------------------------------------------------------------ | ------------------------------------------------------------------ | ------------------------------------------------------------------ | ------------------------------------------------------------------ | ------------------------------------------------------------------ | ------------------------------------------------------------------ | ------------------------------------------------------------------ | ------------------------------------------------------------------ | ------------------------------------------------------------------ | ------------------------------------------------------------------ |
| Nummer                                                             | 12                                                                 | 7                                                                  | 7                                                                  | 9                                                                  | 13                                                                 | 20                                                                 | 21                                                                 | 23                                                                 | 23                                                                 | 29                                                                 | uit                                                                |